# Yoma Komatsu
Yoma Komatsu (小松代真) (Tóquio, 30 de dezembro de 1975) é uma ex-cantora japonesa, ex-integrante da banda pop BeForU de 2000 a 2007 . Era a mais velha do grupo.
Em 12 de Dezembro de 2007 Yoma anunciou sua saída do grupo, onde estava desde a 1ª formação. Ainda por razões pessoais, afirmou que sairia do ramo musical .
Possui uma música solo chama "ever snow" tocada no jogo DDR . Ela também canta com Riyu Kosaka a música "True" .